# Hypodynerus lachensis
Hypodynerus lachensis är en stekelart som först beskrevs av Amédée Louis Michel Lepeletier 1841.  Hypodynerus lachensis ingår i släktet Hypodynerus och familjen Eumenidae. Inga underarter finns listade i Catalogue of Life.